# 50/50 (musikalbum)
För den amerikanska dramakomdedin, se 50/50 (2011).
50/50 är Mats Ronanders tredje album som soloartist och släpptes 1984. Här arbetar han för första gången med cellisten och gitarristen Henrik Janson. 
Albumet följdes av en turné. Bandet bestod av Åke Sundqvist på trummor, Hasse Olsson) hammondorgel och keyboards, Mats Englund på bas och Henrik Janson på gitarr.

## Låtlista
1. "50/50" (Mats Ronander/Henrik Janson/Åke Sundqvist/Sam Bengtsson) - 4:15
2. "Timmen noll" (Ronander) - 4:22
3. "En hederlig man" (Ronander) - 4:12
4. "Besviken, besviken" (Ronander/Janson/Sundqvist/Bengtsson) - 4:25
5. "Göra dig lycklig" (Lou Reed/Ronander) - 3:34
6. "Miriam och medicinflaskan" (Ronander) - 4:40
7. "Stum igen" (Ronander/Janson/Sundqvist/Bengtsson) - 3:37
8. "Fullblod" (Ronander) - 4:08
9. "I dina fotspår" (Ronander) - 3:44